# Илија (Хунедоара)
Илија (рум. Ilia) насеље је у Румунији у округу Хунедоара у општини Илија. Oпштина се налази на надморској висини од 171 m.

## Историја
Према државном шематизму православног клира Угарске 1846. године у месту "Илије Армалистарум" било је 180 породица, да придодатим филијарним 60 из Бачфалве и Кулиса. Православни свештеници су били тада, парох поп Јован Орбанас и два капелана, поп Георгије Лупша и поп Димитрије Рац (Србин).

## Становништво
Према подацима из 2002. године у насељу је живело 4022 становника.

### Попис2002.
| Расподела становништва по националности 2002.‍ | Расподела становништва по националности 2002.‍ | Расподела становништва по националности 2002.‍ | Расподела становништва по националности 2002.‍ | Расподела становништва по националности 2002.‍ |
| --------------------------------------------- | --------------------------------------------- | --------------------------------------------- | --------------------------------------------- | --------------------------------------------- |
|                                               |                                               |                                               |                                               |                                               |
| Румуни                                        | Румуни                                        |                                               | 3.970                                         | 98,8%                                         |
| Мађари                                        | Мађари                                        |                                               | 33                                            | 0,8%                                          |
| Роми                                          | Роми                                          |                                               | 4                                             | 0,1%                                          |
| Немци                                         | Немци                                         |                                               | 5                                             | 0,1%                                          |
| Турци                                         | Турци                                         |                                               | 5                                             | 0,1%                                          |

### Хронологија
| Година       | 1992 | 1993 | 1994 | 1995 | 1996 | 1997 | 1998 | 1999 | 2000 | 2001 | 2002 | 2003 | 2004 | 2005 | 2006 | 2007 | 2008 | 2009 | 2010 | 2011 | 2012 | 2013 | 2014 | 2015 | 2016 | 2017 |
| ------------ | ---- | ---- | ---- | ---- | ---- | ---- | ---- | ---- | ---- | ---- | ---- | ---- | ---- | ---- | ---- | ---- | ---- | ---- | ---- | ---- | ---- | ---- | ---- | ---- | ---- | ---- |
| Становништво | 4148 | 4094 | 4039 | 3991 | 3981 | 3934 | 3937 | 3909 | 3890 | 3888 | 3864 | 3872 | 3857 | 3838 | 3802 | 3780 | 3800 | 3801 | 3787 | 3803 | 3779 | 3741 | 3704 | 3677 | 3642 | 3620 |